# Powiat stoliński
Powiat stoliński – powiat województwa poleskiego II Rzeczypospolitej. Jego siedzibą było miasto Stolin. Został utworzony 1 stycznia 1923 z części gmin powiatów: łuninieckiego, sarneńskiego i pińskiego.

## Skład etniczny
Według tezy Alfonsa Krysińskiego i Wiktora Ormickiego, terytorium powiatu (bez gminy Derewna) wchodziło w skład tzw. zwartego obszaru białoruskiego, to znaczy Białorusini stanowili na nim narodowość dominującą.

## Podział administracyjny
W nawiasach podano powiat, z którego przyłączono jednostkę

### Gminy
- gmina Berezów (łuniniecki)
- gmina Chorsk (łuniniecki)
- gmina Płotnica (łuniniecki)
- gmina Radczysk, do 1928 (piński)
- gmina Stolin (łuniniecki)
- gmina Terebieżów, do 1928 (łuniniecki)
- gmina Wysock (sarneński)

### Miasta
- Dawidgródek (łuniniecki)
- Horodno (do 1927)[3] (łuniniecki)
- Stolin (łuniniecki)
- Wysock (do ?) (sarneński)

## Starostowie
- Henryk Kintopf (1936)[4][5]
- Władysław Wnęk (1938-)[6]